# Rhododendron jinggangshanicum
Rhododendron jinggangshanicum är en ljungväxtart som beskrevs av Pui Cheung Tam. Rhododendron jinggangshanicum ingår i släktet rododendron, och familjen ljungväxter. Inga underarter finns listade i Catalogue of Life.